# Heerlijkheid Hausen

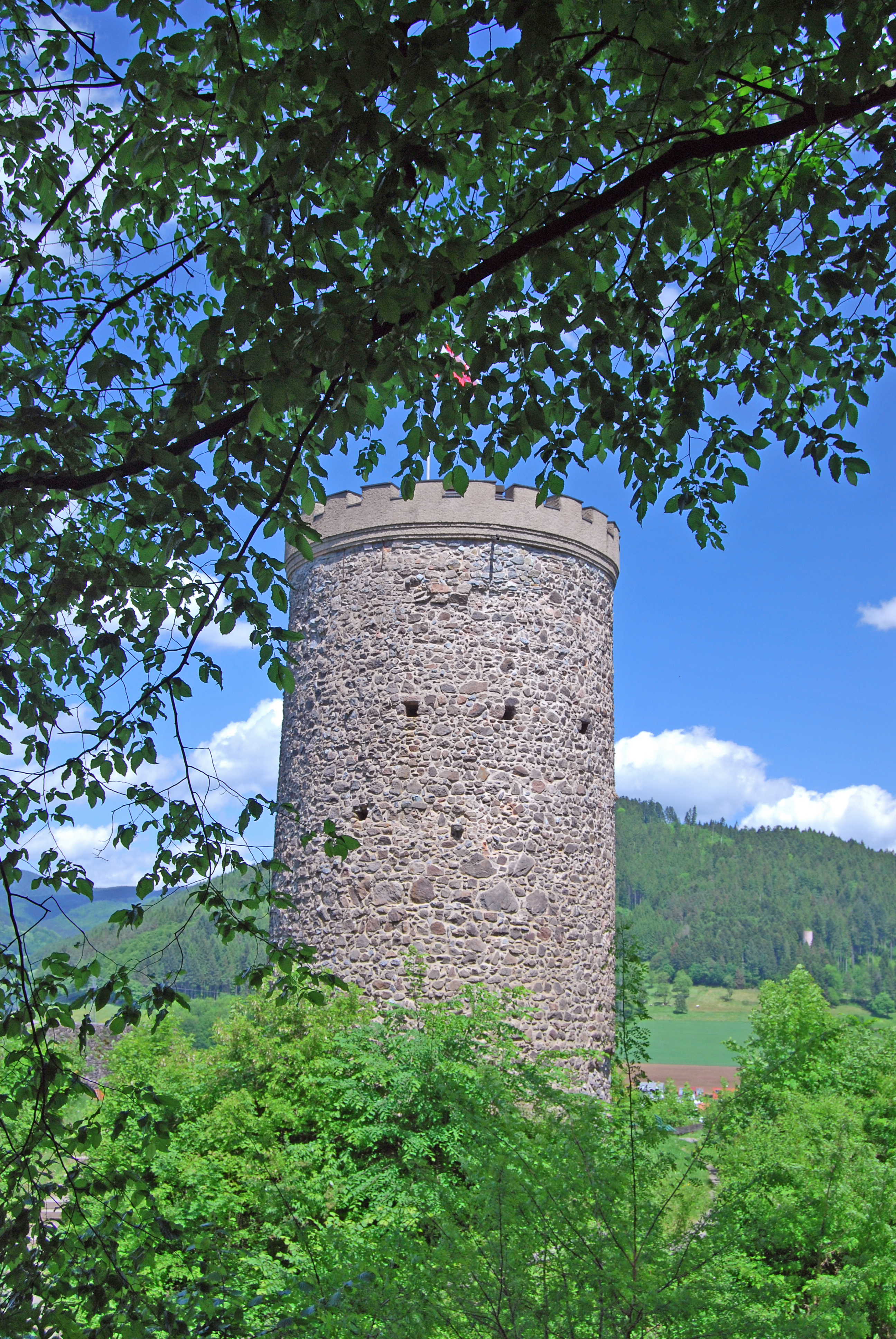
Heerlijkheid Hausen

Hausen was een tot de Zwabische Kreits behorende heerlijkheid binnen het Heilige Roomse Rijk. Hausen is het huidige Hausach, waar nu nog de burchtruïne Husen te vinden is.
De heren van Hausen waren een tak van het huis van de heren van Wolfach. In 1218 behoorde het tot het deel van de erfenis van Zähringen dat aan de Hohenstaufen kwam.
In 1246 bezette de bisschop van Straatsburg de burcht Hausach en beleende er vervolgens graaf Koenraad van Freiburg mee. In 1303 kwam de heerlijkheid ten gevolge van het huwelijk van Verena van Freiburg met graaf Hendrik II van Fürstenberg aan de graven van Fürstenberg.
Hausen werd bestuurd als deel van het hoofdambt Wolfach.
Artikel 24 van de Rijnbondakte van 12 juli 1806 stelt het (grootste deel van het) vorstendom Fürstenberg (waaronder Hausen) onder de soevereiniteit van het groothertogdom Baden (mediatisering).